# Mothership
Mothership – kompilacja utworów angielskiego zespołu hardrockowego Led Zeppelin, która ukazała się w wytwórni Atlantic Records/Rhino Entertainment. Utwory wybrane zostały przez żyjących członków zespołu – Roberta Planta, Jimmy’ego Page’a i Johna Paula Jonesa i pochodzą z wszystkich ośmiu albumów studyjnych zespołu. Oprócz wydania dwupłytowego istnieją również wersje „deluxe” i „kolekcjonerska”, zawierające DVD z dodatkowymi materiałami z koncertów zespołu, które wcześniej ukazały się na Led Zeppelin DVD. Pojawi się również wersja złożona z czterech płyt winylowych.
W Polsce składanka uzyskała status platynowej płyty.

## Lista utworów

### Dysk 1
1. „Good Times Bad Times” (z Led Zeppelin) (Bonham/Jones/Page)
2. „Communication Breakdown” (z Led Zeppelin) (Bonham/Jones/Page)
3. „Dazed and Confused” (z Led Zeppelin) (Page)
4. „Babe I’m Gonna Leave You” (z Led Zeppelin) (Bredon/Page & Plant)
5. „Whole Lotta Love” (z Led Zeppelin II)
6. „Ramble On” (z Led Zeppelin II)
7. „Heartbreaker” (z Led Zeppelin II)
8. „Immigrant Song” (z Led Zeppelin III)
9. „Since I’ve Been Loving You” (z Led Zeppelin III)
10. „Rock and Roll” (z Led Zeppelin IV)
11. „Black Dog” (z Led Zeppelin IV)
12. „When the Levee Breaks” (z Led Zeppelin IV)
13. „Stairway to Heaven” (z Led Zeppelin IV)

### Dysk 2
1. „The Song Remains the Same” (z Houses of the Holy)
2. „Over the Hills and Far Away” (z Houses of the Holy)
3. „D’yer Mak’er” (z Houses of the Holy)
4. „No Quarter” (z Houses of the Holy)
5. „Trampled Under Foot” (z Physical Graffiti)
6. „Houses of the Holy” (z Physical Graffiti)
7. „Kashmir” (z Physical Graffiti)
8. „Nobody's Fault but Mine” (z Presence)
9. „Achilles Last Stand” (z Presence)
10. „In the Evening” (z In Through the Out Door)
11. „All My Love” (z In Through the Out Door)

### DVD
1. We're Gonna Groove (Royal Albert Hall)
2. I Can't Quit You Babe (Royal Albert Hall)
3. Dazed & Confused (Royal Albert Hall)
4. White Summer (Royal Albert Hall)
5. What Is & What Should Never Be (Royal Albert Hall)
6. Moby Dick (Royal Albert Hall)
7. Whole Lotta Love (Royal Albert Hall)
8. Communication Breakdown (Royal Albert Hall)
9. Bring It On Home (Royal Albert Hall)
10. Immigrant Song (Australia 1972)
11. Black Dog (Madison Square Garden)
12. Misty Mountain Hop (Madison Square Garden)
13. The Ocean
14. Going To California (Earl’s Court)
15. In My Time Of Dying (Earl’s Court)
16. Stairway To Heaven (Earl’s Court)
17. Rock And Roll (Knebworth)
18. Nobody's Fault But Mine (Knebworth)
19. Kashmir (Knebworth)
20. Whole Lotta Love (Knebworth)

## Pozycje na listach
| Lista | Kraj   | Pozycja |
| ----- | ------ | ------- |
| OLiS  | Polska | 24      |